# Bridge of the Gods
Le Bridge of the Gods (en français le « pont des Dieux »)  est un pont à poutres cantilever en treillis, construit en acier, qui franchit le fleuve Columbia, entre Cascade Locks (Oregon) et l'État de Washington, près de la ville de Stevenson. Il se situe à environ 64 km à l'est de Portland et à 6.4 km du barrage de Bonneville.
Ce pont a été bâti par Wauna Toll Bridge Company de Walla Walla en 1926, pour une longueur de 343 mètres. Le niveau supérieur des eaux du fleuve qui résulte de la construction du barrage de Bonneville a eu pour conséquence l'élévation et l'extension du pont à sa longueur actuelle de 565 mètres.
Le pont tient son nom de l'évènement géologique qu'est le Pont des Dieux, un barrage naturel sur la Columbia issu du glissement de terrain de Bonneville.
Le Pacific Crest Trail traverse le fleuve Columbia par ce pont, qui est d'ailleurs le point le moins élevé du sentier.